# Madame Royale

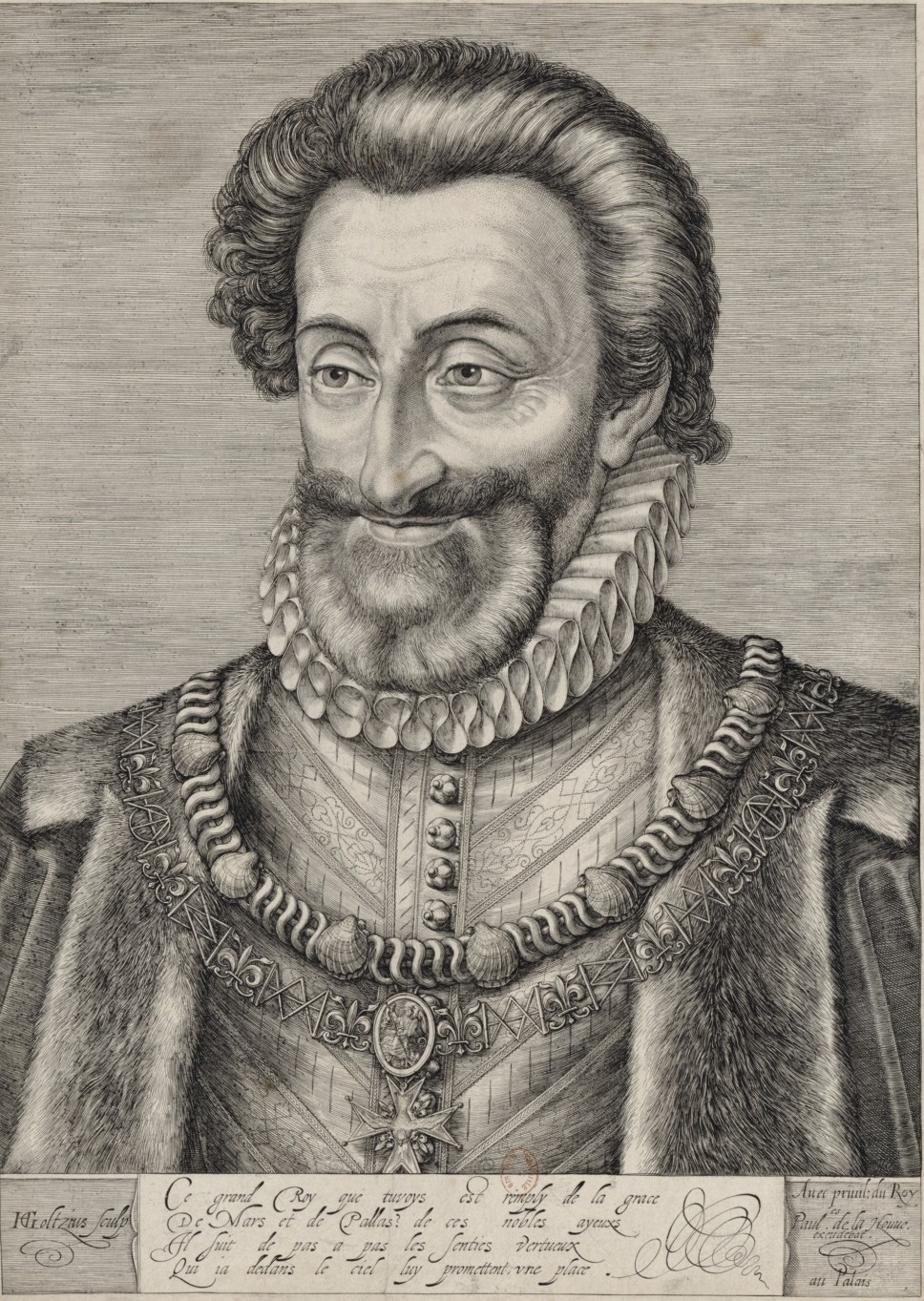
Enrique IV de Francia, instauró el título de madame royale en su hija Isabel.

Madame Royale (Señora Real) fue un título habitualmente otorgado a la hija mayor del monarca francés.
Era una nominación similar a Monsieur, que era como típicamente se conocía al segundo del rey, tal es el caso del príncipe Gastón de Orleans (1608–1660), segundo hijo del rey Enrique IV de Francia que fue conocido como Monsieur.
Tres hijas sucesivas de Enrique IV de Francia portaron el honorífico Madame Royale: La primogénita Isabel de Borbón, que fue reina de España; a la muerte de esta princesa en 1644 el título pasó a su hermana Cristina de Francia que lo portó hasta su deceso en 1663, su siguiente hermana, Enriqueta María de Francia, fue la última hija de Enrique IV en tener este apelativo.
La próxima princesa en llamarse Madame Royale fue María Teresa de Francia (1667-1672), la única hija legítima de Luis XIV que no murió al poco de nacer, también se le conoció como Petite Madame para diferenciarla de tantas Madames existentes en la corte, lamentablemente vivió sólo 5 años. 
El personaje más famoso que portó este singular título honorífico fue María Teresa de Francia (1778–1851), la hija primogénita de los trágicos reyes Luis XVI de Francia y María Antonieta, único miembro sobreviviente de su familia a la Revolución francesa, quien se casó con su primo carnal Luis Antonio de Francia y jugó un importante rol durante la Restauración Borbónica.

## Otros países
En el Reino Unido existe una designación equivalente para la primogénita del rey, se trata de la dignidad honorífica Princesa Real, título que fue creado a instancias de la reina Enriqueta María, quien fuera la tercera Madame Royale antes de devenir en consorte de Carlos I de Inglaterra.
La duquesa de Saboya, nacida Cristina de Francia y hermana menor de Enriqueta María, también fue conocida como Madame Royale. Su nuera María Juana Bautista de Saboya-Nemours al quedarse viuda y convertirse en regente se hizo llamar Madame Royale en honor a su suegra pese a no ser hija de un rey.

## PrincipalesMadames Royales
A continuación ponemos una lista con las princesas que ostentaron oficialmente el título de "Madame Royale": 
| Nombre | Nombre | Nombre                                                           | Nacimiento y muerte | Padres                                            | Cónyuge                                                   |
| ------ | ------ | ---------------------------------------------------------------- | ------------------- | ------------------------------------------------- | --------------------------------------------------------- |
|        |        | Isabel, Reina de España                                          | (1602-1644)         | Rey Enrique IV de Francia y María de Médici       | Felipe IV de España (1605 - 1665).                        |
|        |        | Cristina, Duquesa consorte de Saboya                             | (1606 - 1663)       | Rey Enrique IV de Francia y María de Médici       | Víctor Amadeo I, duque de Saboya (1587 - 1637).           |
|        |        | Enriqueta María, Reina de Inglaterra, Escocia, Irlanda y Francia | (1609 - 1669)       | Rey Enrique IV de Francia y María de Médici       | Rey Carlos I de Inglaterra (1600 - 1649).                 |
|        |        | María Teresa de Francia                                          | (1667 - 1672)       | Rey Luis XIV de Francia y María Teresa de Austria | Murió siendo niña.                                        |
|        |        | Luisa Isabel, Duquesa de Parma                                   | (1727 - 1759)       | Rey Luis XV de Francia y María Leszczynska        | Felipe I de Parma (1720 - 1765).                          |
|        |        | María Adelaida de Francia                                        | (1732 - 1800)       | Rey Luis XV de Francia y María Leszczynska        | Permaneció soltera.                                       |
|        |        | María Teresa, Duquesa de Angulema                                | (1778 - 1851)       | Rey Luis XVI de Francia y María Antonieta         | Luis Antonio de Francia, Duque de Angulema (1775 - 1844). |